# شاهزاده اوژنی سوئد و نروژ
اوژنی، با نام رسمی یوجنیا، شارلوتا یوجنیا آگوستا آمالیا آلبرتینا (متولد ۲۴ آوریل ۱۸۳۰م در قلعه استکهلم، درگذشت ۲۳ آوریل ۱۸۸۹ در استکهلم) شاهزاده خانم سوئد و نروژ دختر پادشاه اسکار اول و ملکه جوزفینا بود. او علاوه بر شاهزادگی همچنین به عنوان آهنگساز، خواننده مذهبی، شاعر، مجسمه‌ساز در سوئد و نروژ شناخته می‌شد. همچنین در طول زندگی خود به امور خیریه مشغول بود.

## زندگی اشرافی
پرنسس اوژنی در ۲۴ آوریل ۱۸۳۰ به دنیا آمد. و در ۲۳ آوریل ۱۸۸۹ در استکهلم درگذشت. او تنها دختر پادشاه اسکار اول و ملکه ژوزفین بود. آموزش موسیقی او شامل آهنگسازی و اجرا ترانه بود. کاخ دربار اغلب از نوازندگان و خوانندگان دعوت می‌شد تا در مجالس و کنسرت‌هایی که در کاخ سلطنتی برگزار می‌شد اجرا کنند. پرنسس اوژنی قطعاتی را برای این محیط می‌ساخت، به ویژه آثار و آهنگ‌های پیانو. در سال ۱۸۵۹م به عنوان عضو آکادمی سلطنتی موسیقی سوئد انتخاب شد. وضعیت نامناسب سلامتی او در سال ۱۸۶۱ خانه ای تابستانی را در فریدم جنوب ویسبی ساخت و تابستان‌های خود را در آنجا سپری کرد، و بیشتر وقت خود را تا زمان مرگش به کارهای خیریه و جلسات مذهبی اختصاص داد. اما او همچنین علایق هنری خود را از طریق حلقه اجتماعی بزرگ خود که شامل مهمانانی مانند نویسنده کارل دیوید آو ویرسن و معمار Per Ulrik Stenhammar به همراه پسرش ویلهلم می‌شد، ادامه داد.

## پیشه هنری و موسقی
پرنسس اوژنی تنها دختری بود که از اسکار اول و همسرش جوزفین به دنیا آمد. تحصیل در هنر برای اعضای خانواده سلطنتی در طول دهه ۱۸۰۰ یک ضرورت بود. هر دو والدین اوژنی تحصیلات کامل موسیقی را دریافت کرده بودند و علاقه زیادی به موسیقی، به ویژه اپرا داشتند. آنها با خوشحالی منتظر تماشای اجراها در استکهلموسپران (اپرای سلطنتی) بودند و در کنسرت‌ها شرکت کردند. اسکار نه تنها با آهنگسازان سوئدی مانند فرانتس بروالد و آدولف فردریک لیندبلاد، بلکه با فلیکس مندلسون و رابرت شومان نیز ارتباط داشت. علایق موسیقایی والدین به فرزندانشان منتقل شد. اوژنی و چهار برادرش طراحی، مجسمه‌سازی، ادبیات و موسیقی را توسط چندین تن از بهترین موسیقی‌دانان و هنرمندان آموختند. آنها درس آواز را از ایساک برگ و پیانو را از لیندبلاد گرفتند.

## آوازهای مذهبی و ترانه خوانی‌ها
آثار پرنسس اوژنی عمدتاً در دربار اجرا می‌شد. ترانه‌ها و دوئت‌های تک‌نوازی در مجالس موسیقی جایگاه ویژه‌ای داشت، در حالی که آهنگ‌های معنوی او در زمینه‌های مذهبی اجرا می‌شد. یکی از آهنگ‌هایی که در این مراسم اجرا شد، «کلوکورنا» بود. ترانه‌های پرنسس اوژنی با آهنگ‌های روحانی او که شبیه آهنگ‌های عامیانه هستند و بخش‌های آوازی ساده‌تری دارند، اندکی متفاوت است. در مجموع، آثار آوازی او احساس آهنگسازی را می‌دهد که حس خوبی دارد و توانایی ساخت آثاری با تنوع ملودی‌ها و هارمونی، حتی در قالب‌های کوچک را دارد. امروزه آثار این شاهزاده به ندرت شنیده می‌شود. اما این آثار قطعاً نمونه‌های خوبی هستند که در زمان حیات او مورد استقبال قرار گرفتند و تعدادی از آنها در آن زمان توسط ناشران مختلف چاپ شدند. این که او برای آهنگ‌هایش به رسمیت شناخته شد در این واقعیت منعکس می‌شود که او در سال ۱۸۵۹ به عضویت آکادمی سلطنتی موسیقی سوئد انتخاب شد. شرکت او در مجالس موسیقی و مجالس مذهبی برای گروه‌هایی از مردم که دور او جمع شده بودند مهم بود. او برای خواهرزاده‌ها و برادرزاده‌هایش نیز الگوی مهمی در هنر بود.